# Cyphanthera
Cyphanthera är ett släkte av potatisväxter. Cyphanthera ingår i familjen potatisväxter.
Kladogram enligt Catalogue of Life:
| Cyphanthera | \| \| Cyphanthera albicans \| \| \| \| \| \| Cyphanthera anthocercidea \| \| \| \| \| \| Cyphanthera microphylla \| \| \| \| \| \| Cyphanthera miersiana \| \| \| \| \| \| Cyphanthera myosotidea \| \| \| \| \| \| Cyphanthera odgersii \| \| \| \| \| \| Cyphanthera racemosa \| \| \| \| \| \| Cyphanthera scabrella \| \| \| \| \| \| Cyphanthera tasmanica \| \| \| \| |
|             | \| \| Cyphanthera albicans \| \| \| \| \| \| Cyphanthera anthocercidea \| \| \| \| \| \| Cyphanthera microphylla \| \| \| \| \| \| Cyphanthera miersiana \| \| \| \| \| \| Cyphanthera myosotidea \| \| \| \| \| \| Cyphanthera odgersii \| \| \| \| \| \| Cyphanthera racemosa \| \| \| \| \| \| Cyphanthera scabrella \| \| \| \| \| \| Cyphanthera tasmanica \| \| \| \| |
|             | Cyphanthera albicans |
|             | |
|             | Cyphanthera anthocercidea |
|             | |
|             | Cyphanthera microphylla |
|             | |
|             | Cyphanthera miersiana |
|             | |
|             | Cyphanthera myosotidea |
|             | |
|             | Cyphanthera odgersii |
|             | |
|             | Cyphanthera racemosa |
|             | |
|             | Cyphanthera scabrella |
|             | |
|             | Cyphanthera tasmanica |
|             | |